# Carlos Saúl Menem
Carlos Saúl Menem Akil (født 2. juli 1930, død 14. februar 2021) var Argentinas præsident fra 1989-99.
Menem blev uddannet som sagfører. Han var medlem af Partido Justicialista.
Han var guvernør i provinsen La Rioja i 1973-76. Under militærdiktaturet blev han fængslet i 1976-81. Han var igen guvernør i La Rioja i 1983-89. Som præsident benådede han i 1990 lederne af militærjuntaen, der havde regeret Argentina i 1975-83. I 1994 afskaffede han værnepligt i Argentina.
Han var også kandidat i Argentinas præsidentvalg 2003 men tabte til Néstor Kirchner. Fra 2005 og frem til sin død var han senator.
1. ↑  Navnet er anført på bokmål og stammer fra Wikidata hvor navnet endnu ikke findes på dansk.